# Макталинський сільський округ
Мактали́нський сільський округ (каз. Мақталы ауылдық округі, рос. Макталинский сельский округ) — адміністративна одиниця у складі Жетисайського району Туркестанської області Казахстану. Адміністративний центр — село Мактали.
Населення — 8311 осіб (2021; 8416 у 2009, 7275 у 1999, 6070 у 1989).
Станом на 1989 рік існувала Махталинська сільська рада (села Алтинсаріно, Багарне, Жанадала, Желєзнодорожне, Кірово, Комунізм, Махтали, Муратбаєво, Побєда, Цілина, Чехово) Кіровського району.

## Склад
До складу округу входять такі населені пункти:
| Населений пункт   | Колишні назви                                    | Населення, осіб (1989) | Населення, осіб (1999) | Населення, осіб (2009) | Населення, осіб (2021) |
| ----------------- | ------------------------------------------------ | ---------------------- | ---------------------- | ---------------------- | ---------------------- |
| Алмали, село      | отділення №4 совхоза Махтали, Комунізм           | 754                    | 917                    | 1109                   | 1101                   |
| Алтинсаріна, село | отділення №3 совхоза Махтали, Алтинсаріно        | 713                    | 777                    | 826                    | 896                    |
| Дархан, село      | отділення №1 совхоза Махтали, Муратбаєво         | 931                    | 1193                   | 1358                   | 1417                   |
| Жайлауколь, село  | бригада №5 отділення №4 совхоза Махтали, Багарне | 141                    | 235                    | 273                    | 167                    |
| Жетісу, село      | Махтали, Чехово                                  | 1215                   | 1498                   | 1422                   | 1109                   |
| Жібек-Жоли, село  | отділення №4 совхоза Махтали, Кірово             | 272                    | 332                    | 354                    | 302                    |
| Мактали, село     | Махтали                                          | 1066                   | 1372                   | 1472                   | 1604                   |
| Саркирама, село   | Побєда                                           | 52                     | 57                     | 124                    | 88                     |
| Теміржол, село    | отділення №2 совхоза Махтали, Желєзнодорожне     | 300                    | 379                    | 458                    | 476                    |
| Тин, село         | отділення №3 совхоза Махтали, Цілина             | 422                    | 264                    | 699                    | 832                    |
| Шолпанкудук, село | отділення №4 совхоза Махтали, Жанадала           | 204                    | 251                    | 321                    | 319                    |